# Chrono Trigger
Chrono Trigger (яп. クロノ・トリガー Куроно Торига:) — японская ролевая игра, разработанная и изданная компанией Square Co. и вышедшая на приставке Super Nintendo Entertainment System в 1995 году. Chrono Trigger была выпущена в Японии 11 марта 1995 года, в США — 22 августа 1995 года. В центре сюжета — приключения компании юных путешественников во времени, странствующих сквозь эпохи вымышленного мира и пытающихся предотвратить его уничтожение в далёком будущем. В 1999 году Chrono Trigger был переиздан в Японии на платформе PlayStation практически в неизменном виде; этот порт вышел в США вместе с аналогичным портом Final Fantasy IV под общим названием Final Fantasy Chronicles. Дополненный порт игры на Nintendo DS вышел одновременно в Японии и США в 2008 году; на этом переиздании были основаны версии для iOS и Android, выпущенные в 2011 и 2012 годах соответственно. В свою очередь, на мобильных версиях было основано переиздание для Windows, выпущенное в 2018 году. Сюжет игры продолжают спин-офф Radical Dreamers для SNES и сиквел — Chrono Cross для PlayStation.
Разработкой игры руководила группа из трёх знаменитых геймдизайнеров, названная Square Co. «Dream Team» (с англ. — «команда-мечта»). В команду входили: создатель игрового сериала Final Fantasy Хиронобу Сакагути, создатель игрового сериала Dragon Quest Юдзи Хории и мангака Акира Торияма, также принимавший участие в создании почти всех игр серии Dragon Quest как дизайнер персонажей. Продюсером игры выступил Кадзухико Аоки. Большая часть сценария игры была написана Масато Като; значительную часть музыкального сопровождения создал Ясунори Мицуда, однако из-за болезни он передал право окончить этот труд композитору Нобуо Уэмацу, более известному музыкальным сопровождением к играм серии Final Fantasy.
Chrono Trigger благодаря блестящему нелинейному сюжету, тщательной проработке персонажей и мира, прекрасной музыке и замечательной по тем временам графике по праву считается одной из лучших игр консоли. Игра была высоко оценена игровой критикой. Продажи оригинальной версии Chrono Trigger достигали 2,36 миллионов копий в Японии и 290 000 за её пределами, продажи ремейка игры для консоли Nintendo DS превысили 0,9 миллиона копий во всём мире.

## Игровой процесс

Геймплей Chrono Trigger. В локации находятся три NPC, с которыми можно заговорить; два сундука с предметами; выходы из локации обозначены углублениями в стене.

Игровой процесс Chrono Trigger традиционен для японских ролевых игр за исключением некоторых инноваций. Игрок управляет отрядом героев, обследуя двумерный вымышленный мир игры, состоящий из различных локаций — лесов, городов, пещер, в которых взаимодействует с различными персонажами, получает или отдаёт различные предметы, решает загадки, участвует в боях с противниками. Основной задачей игрока, необходимой для прохождения игры, является выполнение цепочки связанных заданий-квестов. В отличие от большинства западных компьютерных ролевых игр, игрок вплоть до самого конца игры крайне ограничен в исследовании мира жёсткими рамками сюжета; количество квестов, не подчинённых непосредственно сюжету, минимально. Сюжет подаётся в рамках диалогов и коротких сцен на движке игры. В версиях для PlayStation и Nintendo DS некоторые ключевые моменты также иллюстрируются рисованными анимационными роликами, дублирующими сцены на движке. Главный герой Хроно, несмотря на всю важность его роли в сюжете, произносит всего одну фразу в одной из концовок, в остальных случаях его реплики лишь подразумеваются.

Путешествие по карте мира.

Управляемая игроком группа персонажей путешествует по общей «карте мира» — сильно масштабированному ландшафту, представляющему собой развёрнутую на плоский прямоугольник поверхность планеты в виде сверху. При приближении по «карте мира» к входу в локацию и нажатии кнопки действия осуществляется переход, например, в лес или замок, где масштабы окружения уже соответствуют пропорциям героев. Локаций-городов, как это нередко бывает в японских ролевых играх, в Chrono Trigger нет — на карте мира показаны сразу жилые дома или палатки, куда можно зайти с «карты мира». Для каждой из временных эпох, куда попадают персонажи, есть своя карта мира со своими локациями — их отличия иллюстрируют изменение географии планеты с течением времени, например, удаление континентов друг от друга.
В течение всей игры героям приходится участвовать во множестве боёв с разнообразными противниками — например, населяющими лес дикими животными, охраняющими лабораторию роботами и т. д. Периодически исполняемые квесты подводят игрока к битвам с особо сильными противниками — боссами, избежать таких боёв нельзя. Инновацией в Chrono Trigger является подход к организации боёв. Если в большинстве японских ролевых игр 1990-x годов определяющим являлся принцип «случайных встреч», когда противники не показывались во время передвижения по локации, а сам факт того, произойдёт ли бой на каждом последующем шаге движения управляемого игроком персонажа, определялся генератором случайных чисел, то в Chrono Trigger все противники, как правило, уже находятся на локации, и к бою может привести лишь случайное или намеренное столкновение с ними. Таким образом, на большинстве локаций можно избежать вообще всех встреч с противниками, кроме сюжетных. Во время боя действие не переносится на отдельный экран, бой происходит на той же карте. Такой подход уже встречался ранее в играх Secret of Mana и Final Fantasy Adventure, но на JRPG с псевдопошаговой системой боёв он был распространён впервые.

Бой в Chrono Trigger.

Собственно боевая система Chrono Trigger представляет собой несколько изменённую систему Active Time Battle, разработанную Хироюки Ито для Final Fantasy IV. В рамках Chrono Trigger она носит название «Active Time Battle 2.0». У каждого участника битвы есть заполняющаяся шкала таймера; когда она достигает максимума, управляемый игроком персонаж может совершить одно действие — атаковать противника, применить на нём магию или специальную способность (они объединяются общим меню техник), использовать предмет, попытаться покинуть бой. Совершение действия приводит к обнулению шкалы и её заполнению с начала. Все действия производятся игроком через специальное меню. Некоторые техники задействуют двух или даже всех трёх персонажей; эти «двойные» и «тройные» техники являются объединением обычных техник персонажей (хотя и обладают собственной, отдельной анимацией) и наносят повышенный урон.
Каждый персонаж обладает двумя наборами очков — НР (Очки жизни) и MP (Очки магии). Первые определяют «здоровье» персонажа и понижаются атаками врага; когда они достигают нуля, персонаж падает без сознания. Если без сознания находятся все три активных персонажа, считается, что игрок потерпел поражение; он может продолжить игру с момента последнего сохранения. Очки магии определяют возможность пользования магией и техниками, на которое и тратятся; если они достигают нуля, использование магии и техник невозможно. Оба набора очков можно восстанавливать до максимума специальными предметами.
По результатам выигранного боя игрок получает очки опыта, очки техник (тратятся на приобретение техник), а также, возможно, деньги и разнообразные предметы — лекарства, оружие, детали экипировки, предметы для бартера и т. п. Предметы также можно находить в разбросанных по локациям сундуках и покупать в магазинах. С накоплением опыта персонажи получают уровни, по мере набора которых их характеристики растут. Прирост характеристик происходит автоматически, и он свой для каждого персонажа в соответствии с его образом, но игрок может корректировать этот прирост использованием специальных предметов — таблеток, каждая из которых производит дополнительный прирост одной соответствующей характеристики.
В игру входят несколько необязательных мини-игр. Наиболее значительной из них являются гонки на реактивных мотоциклах в 2300 году н. э.; эта игра издавалась и отдельно от Chrono Trigger. Большая часть прочих мини-игр сосредоточена на Ярмарке Тысячелетия (англ. Millenial Fair); сыграть в большинство из них можно уже в самом начале игры. Победа в играх на Ярмарке вознаграждается Серебряными очками (англ. Silver Points), которые можно обменять на деньги или на право доступа ещё к трём мини-играм в Шатре Ужасов (англ. Tent of Horrors). За победы в Шатре Ужасов игрок вознаграждается разного рода бонусами — поселяющимися в доме главного героя котятами, музыкальными куклами и «копиями» персонажей игры. Кроме того, некоторые мини-игры (например, управление роботом в 2300 году н. э.) вписаны непосредственно в прохождение.
Уникальной чертой геймплея Chrono Trigger являются путешествия во времени. Игрок может перемещаться по семи временным эпохам истории игрового мира, где выполняет разного рода квесты, взаимодействует с другими персонажами и участвует в сражениях. Путешествия во времени проводятся через порталы, называемые «вратами времени», и при помощи машины времени под названием «Эпоха» (англ. Epoch). Сюжет игры принуждает игрока постоянно использовать возможности путешествий во времени для изменения мировой истории — действия, совершаемые в одной временной эпохе, приводят к разного рода последствиям во всех последующих. В игре тринадцать довольно сильно отличающихся друг от друга концовок; какую из них получит игрок — зависит от того, как и когда во время игры он выиграет битву с финальным боссом. В версии для Nintendo DS была добавлена дополнительная, четырнадцатая концовка. Немаловажной особенностью Chrono Trigger является опциональная Новая игра+ — возможность по окончании игры начать её заново со всеми теми же уровнями, характеристиками, способностями персонажей и накопленными в течение игры предметами (кроме денег и ключевых для сюжета предметов). Аналогичная концепция использовалась Square Co. и в других последующих проектах, таких как Vagrant Story, Chrono Cross, Parasite Eve и Final Fantasy X-2.

## Мир игры
Действие Chrono Trigger разворачивается в мире, напоминающем Землю, и проходит через семь временных эпох его существования — от самых ранних времён (Каменный век) до неопределённо далёких (Конец времён). Кроме этого, существует вневременная локация — Чёрный знак (англ. Black Omen). Игры Radical Dreamers и Chrono Cross, действие которых происходит в районах того же мира (Регионне и Эль Нидо), не показанных в оригинальном Chrono Trigger, подразумевают, что планета больше, чем она показывалась в Chrono Trigger. Игра использует свою внутреннюю хронологию — так называемую «хронологию Гвардии» (англ. Guardia Timeline), напоминающую принятую в нашем мире историческую хронологию Скалигера отсчётом времени до нашей эры (англ. B.C.) и нашей эры (англ. A.D.). Действие игры начинается в 1000 году н. э.
Идеология путешествий во времени в Chrono Trigger не признаёт временных парадоксов — любая деятельность путешественника во времени приводит к изменению истории, причём единственным свидетельством о существовании предыдущей временной линии остаются лишь воспоминания путешественника. Поэтому сюжет игры строится вокруг попыток героев всячески «исправить» историю своего мира; хотя они и совершают множество побочных «исправлений», их основной целью остаётся «вычёркивание» из истории самого трагического его момента — уничтожения в 1999 году н. э. почти всего живого на планете чудовищным, почти всемогущим существом по имени Лавос (англ. Lavos).

## Сюжет
В начале игры проснувшийся в своём доме Хроно посещает Ярмарку Тысячелетия, где знакомится с девушкой по имени Марл. Они оба пытаются испытать построенную изобретательницей Луккой телепортационную машину. Кулон Марл оказывает на машину странное воздействие, открыв портал во времени Врата (англ. Gate), где Марл и пропадает. Хроно следует за ней и оказывается в Средних веках. Марл здесь принимают за королеву Лейну (англ. Queen Leene), пропавшую супругу короля Гвардии, и она оказывается на троне, однако, к собственному ужасу, тает в воздухе при попытке Хроно объясниться с ней. Прибывшая в то же время Лукка объясняет, что Марл, будучи принцессой Гвардии в наше время, заменила собственную прапрабабушку Лейну и тем оборвала цепь событий, приведшую к её собственному рождению. Таким образом, для спасения Марл нужно вернуть Лейну на трон.
С помощью верного королеве рыцаря-лягушки Фрога им удаётся это сделать — разоблачить заговор принявшего облик канцлера Гвардии демона Якры (англ. Yakra), вернуть Марл к жизни и втроём возвратиться в родной 1000 год н. э. Однако Хроно хватают солдаты Гвардии, и он попадает под суд по обвинению в похищении принцессы. Хотя приговор суда зависит от действий игрока, Хроно в любом случае препровождают в тюрьму, откуда он с помощью Лукки и Марл сбегает. Спасаясь от солдат, они втроём попадают в очередной портал-Врата и оказываются в будущем — в 2300 году н. э.
Обследуя умирающий мир, в подвалах купола Аррис они находят компьютер с видеозаписями катастрофы, превратившей мир в руины — удара, нанесённого чудовищным существом Лавосом по поверхности планеты, и решают «исправить» историю, вычеркнув из неё Лавоса. В ходе дальнейшего путешествия Лукка ремонтирует робота Робо, который помогает героям получить доступ к очередным Вратам. Однако попытка путешествовать уже вчетвером приводит к транспортировке в новое место — Конец времён, становящийся для героев своего рода перевалочным пунктом в путешествиях во времени.
Они помогают своему старому знакомому Фрогу вернуть (с помощью обитательницы каменного века Эйлы и мудреца Мельхиора) легендарный меч Масамунэ и Медаль Героя, а потом бросить вызов чародею Магусу, якобы вызвавшему Лавоса из ниоткуда. Оказывается, что Магус лишь пробудил давно спавшего Лавоса с единственной целью уничтожить. Порождённые при пробуждении Лавоса врата закидывают героев в Каменный век (65 000 000 год до н. э.), где они снова встречаются с Эйлой и помогают ей спасти её друзей от Рептидов. Битва с боевым тираннозавром обрывается катастрофой — на планету падает губящий динозавров астероид, в действительности и оказавшийся инопланетным пришельцем Лавосом. Само название «Лавос» даётся ему Эйлой.
Тем не менее, после этой очередной встречи с Лавосом герои обнаруживают новые Врата, приводящие их в доселе закрытые времена Античности (12 000 год до н. э.). Они попадают в царство Зиль, где таинственный Пророк (англ. Prophet) изгоняет их вон и с помощью царевны Шалы запечатывает порталы. Вернуться в эту негостеприимную эру удаётся лишь с помощью построенной мудрецом Бальтазаром в 2300 году н. э. машины времени «Эпоха». Герои, снова встретившись в 12 000 году до н. э. с Шалой, направляются на летучую гору Горя (англ. Mt. Woe), где встречают уже знакомого мудреца Мельхиора — точнее, его более молодую версию, и, заручившись его поддержкой, штурмуют Океанский Дворец. Запуск «источника неисчерпаемой энергии» Машины Маммоны (англ. Mammon Machine) приводит к очередному пробуждению Лавоса. «Пророк», оказавшийся всё тем же чародеем Магусом, пытается его остановить, но терпит поражение; Хроно ценой своей жизни спасает друзей и погибает сам. Лавос разрушает царство Зиль.
Выжившие герои (кроме погибшего Хроно, но включая присоединяющегося к ним Магуса — опционально, его можно и убить) оказываются в плену у Дальтона (англ. Dalton), полководца царства Зиль, завладевшего гигантским самолётом «Чёрный Дрозд» и провозгласившим себя новым правителем планеты. Инженеры Дальтона модернизируют «Эпоху», превратив машину времени в боевой самолёт (не потерявший, впрочем, способности путешествовать во времени), которым удаётся завладеть героям. Они уничтожают «Чёрный Дрозд» и наблюдают появление из-под поверхности океана зловещего Чёрного Знамения — бывшего Океанского Дворца.
Герои пытаются вернуть к жизни Хроно при помощи данного последним мудрецом Зиля — Каспаром — чудесного «Яйца времён», которое и представляет собой вынесенный в название игры «хроно-триггер». Выполнение этого задания является необязательным для игрока. В контексте получения основных концовок считается, что им удаётся это сделать, пропутешествовав именно в момент смерти Хроно и заменив его тело мёртвой копией — таким образом, Хроно возвращается к жизни. Вместе они путешествуют по эпохам, внося в историю крупнейшие (но необязательные для игрока) исправления и приходя к мысли, что их в жизни ведёт некое Бытие (англ. Entity) тем или иным путём, пройдя через Чёрное Знамение в любой эпохе, попав в 1999 год н. э. на машине времени или через особый портал («ведёрко») — встречаются с Лавосом и понимают, что единственной целью этого чудовищного инопланетянина была собственная эволюция.
После победы над Лавосом и окончательного исправления истории порталы-Врата начинают закрываться. Хотя в игре тринадцать концовок (в версии для Nintendo DS — 14), основными являются лишь две; выбор между ними зависит от того, потерял игрок машину времени «Эпоха» при битве с Лавосом или нет. В первом случае герои расстаются навеки, расселившись по родным эрам и зажив мирной жизнью, причём любовная линия Хроно и Марл наконец подходит к логическому завершению, во втором — продолжают путешествовать во времени. События сиквела — Chrono Cross — подразумевают, что канонической является первая из основных концовок.

## Графика
В Chrono Trigger используется традиционная для игр четвёртого поколения игровых систем двухмерная графика. Персонажи, враги и все объекты, с которыми в игре можно взаимодействовать, представлены в игре спрайтами (в основном, 32x32 пиксела); статичное окружение отрисовывается с помощью тайловой графики — в виде набора состыкованных друг с другом плоских растровых изображений в прямоугольной проекции, вид «спереди и сверху». Как спрайты, так и статичное окружение было по большей части нарисовано вручную. Графически игра довольно близка к таким играм, как Secret of Mana и Final Fantasy VI.
Как и многие другие игры на Super Nintendo Entertainment System, Chrono Trigger активно использовал так называемый режим Mode 7 — возможность вращения и масштабирования двухмерных изображений, используемую для имитации трёхмерной графики. Примерами использования Mode 7 в Chrono Trigger являются качающийся маятник на заставке игры, анимация путешествий во времени или панорама разрушенного города во время гонок в 2300 году. В отличие от Secret of Mana и Final Fantasy VI, где наиболее ярким применением Mode 7 была имитация движения в трёхмерном пространстве во время полётов на летающих существах и воздушных кораблях, в Chrono Trigger, хотя летающее средство передвижения и существует (машина времени «Эпоха»), Mode 7 при изображении полётов не используется, за исключением финальных титров.
В переизданиях для PlayStation и Nintendo DS графика игры практически не менялась, лишь — благодаря возможности этих игровых систем воспроизводить видео — появились анимационные видеовставки. Они не включались прямо в игровой процесс, а лишь проигрывались, прерывая игру на время воспроизведения.

## История разработки
Игра Chrono Trigger продюсировалась Кадзухико Аоки, директорами разработки игры выступили Акихико Мацуи, Ёсинори Китасэ и Такаси Токита. В число руководителей вошли Хиронобу Сакагути, создатель и продюсер серии Final Fantasy, и Юдзи Хории, создатель и постоянный руководитель серии Dragon Quest. Токита и Китасэ изначально в команду разработчиков не входили; Ёсинори Китасэ параллельно с созданием Chrono Trigger руководил и созданием Final Fantasy VII.

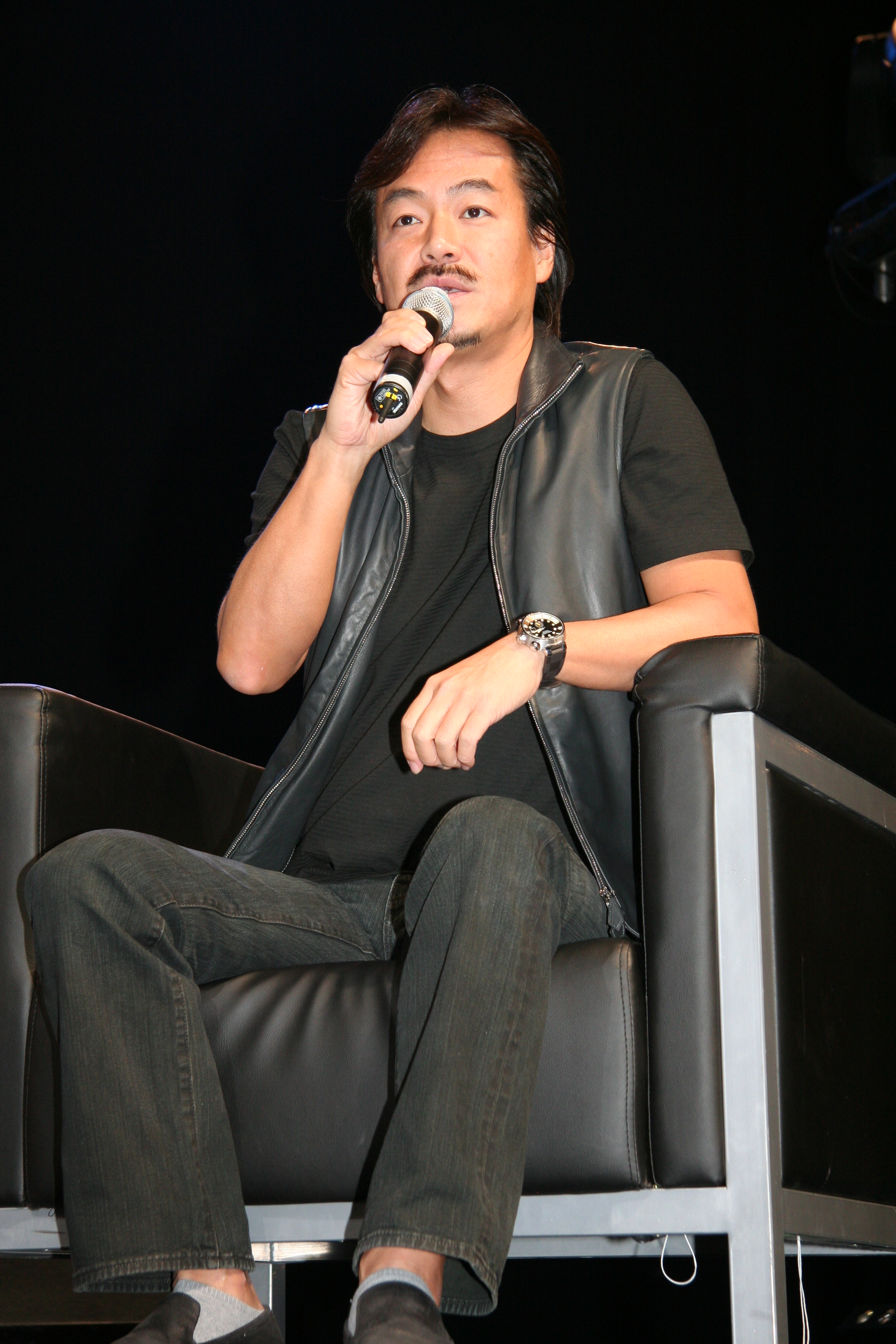
Хиронобу Сакагути, руководитель разработки игры и один из членов «Dream Team».

Хори, будучи большим поклонником книг и фильмов о путешествиях во времени (в частности, американского телевизионного сериала Туннель времени), предложил тему путешествий во времени как главную тему игры, вместе с Акирой Ториямой написав краткий сценарий игры. Масато Като последовательно отредактировал и закончил этот документ, добавив в него, в частности, события 12 000 года до н. э. (в начальной версии сценария эта эпоха отсутствовала). Тем же Като, в силу невозможности расщепить историю на несколько раздельных ветвей, была разработана система множественных концовок. Большая часть побочных сюжетов и субквестов была создана Китасэ и Токитой. Персонажей игры создал мангака Акира Торияма, более известный как создатель манги Dragon Ball и на протяжении многих лет — дизайнер серии Dragon Quest. Среди других дизайнеров игры следует упомянуть работавших над игрой художников Тэцую Такахаси, Ясуюки Хоннэ, Тэцую Номуру и Ю́сукэ Наору.
В 1994 и 1995 годах на фестивалях V-Jump показывалась ранняя альфа-версия Chrono Trigger. За несколько месяцев до релиза компания Square разослала бета-версию игры различным обозревателям и игровым магазинам. Многие элементы обеих версий не дошли до финального релиза — в частности, из него была исключена локация Поющие горы (англ. Chanting Mountains) и соответствующий трек (Singing Mountain), хотя их упоминания в коде игры сохранились. Образ ПЗУ этой версии просочился в интернет, что побудило поклонников игры в дальнейшем сличать его с выпущенной Square итоговой версией, заметив, что в бета-версии наличествуют спрайты для не вошедших в финальную версию персонажей. Связанные с этим слухи о восьмом, вырезанном из игры игровом персонаже остаются неподтверждёнными. Группа переводчиков BerryBlue в начале 2009 года выпустила любительский перевод бета-версии на английский язык (версия 0.9).
Игра Chrono Trigger использовала 32-мегабитный картридж c питаемой от батареи RAM, в которой хранились сохранённые игры. В североамериканской версии отсутствовали некоторые детали японской игры, в частности, полноэкранное изображение Хроно и Марл, выводимое в одной из концовок, а также счётчики предметов в меню статуса. Это объясняется тем, что североамериканская версия была закончена раньше, чем эти добавления внесли в японскую; к тому же в американской версии по небрежности были оставлены следы убранных из обеих версий элементов (например, трека Singing Mountain). Переводом игры по просьбе Хиронобу Сакагути занимался сотрудничающий со Square на протяжении многих лет переводчик Тед Вулси, причём ему на перевод всей игры было отпущено около тридцати дней. Будучи сильно ограниченным в средствах и времени, Вулси был вынужден воспроизводить сценарии по памяти, пользоваться черновыми набросками игровых руководств и тому подобное, чтобы привести диалоги в соответствие с контекстом. Вулси позже жаловался, что он бы предпочёл срок в два с половиной месяца, и обвинял в этих безумно сокращённых сроках несерьёзное отношение японской стороны к видеоиграм как к детским игрушкам, а не серьёзному занятию. Некоторые из переведённых им диалогов были сильно урезаны из соображений нехватки места в ПЗУ, однако Вулси всё же заметил: «Trigger был одной из наиболее порадовавших меня игр, над которыми я когда-либо работал или в которые когда-либо играл». Кроме того, Вулси позволял себе и определённые вольности — например, три мудреца Bosshu, Gasshu и Hosshu были переименованы в библейских волхвов — Мельхиора (англ. Melchior), Каспара (англ. Gasper) и Бальтазара (англ. Belthasar) соответственно, что — наряду с другими «нововведениями» заставило многих игроков видеть в игре христианские аналогии, отсутствовавшие в оригинале. Nintendo of America подвергла перевод довольно жёсткой цензуре, удалив упоминания о кормлении грудью, религии, а спиртные напитки, например, были переименованы в «сидр», «газировку» и «мамонтовый суп».
Согласно проведённому Nintendo Power в апреле 2008 года опросу, Chrono Trigger находится на третьем месте среди самых ожидаемых игр для Virtual Console. Появление игры на этой платформе весьма вероятно.

### PlayStation

Обложка японского переиздания игры с изображениями её героев.

В 1999 году Square выпустила в Японии расширенный порт Chrono Trigger на платформе PlayStation. Портирование осуществила компания TOSE. Выпуск переиздания был специально осуществлён перед выходом сиквела — Chrono Cross — чтобы ознакомить со вселенной серии Chrono не игравших в Chrono Trigger игроков. Эта версия включала в себя рисованные анимационные ролики, сопровождающие значимые моменты игры; они были созданы под руководством дизайнера персонажей оригинальной игры Акирой Ториямой в его собственной анимационной студии Bird Studio и анимированы на студии Toei Animation. Сценарист и директор Chrono Cross Масато Като провёл несколько планировочных совещаний в Bird Studio ради обсуждения финального ролика, который должен был установить чёткие связи между Chrono Trigger и Chrono Cross (падение Гвардии, обнаружение Луккой маленькой Кид и другие эпизоды). Кроме того, в переиздание включили несколько бонусов, открывающихся после прохождения игры — «музыкальную шкатулку» с треками из игры и справочники по персонажам и монстрам. В 2001 году переиздание было выпущено на территории Северной Америки в одном комплекте с расширенным портом Final Fantasy IV под общим названием Final Fantasy Chronicles. Обозреватели подвергли Chronicles критике за непозволительно долгие загрузки и отсутствие каких-либо добавлений в самой игре.

### Nintendo DS

Геймплей версии для Nintendo DS. На сенсорный экран вынесена карта локации и иконки, соответствующие пунктам меню.

2 июля 2008 года Square Enix открыла сайт, посвящённый переизданию игры на платформе Nintendo DS. 7 июля был обнародован официальный трейлер игры. Ясунори Мицуда в своём интервью журналу «Famitsu» сказал, что при новости о переиздании его первыми словами было «Наконец-то!». На выставке Tokyo Game Show 2008 грядущая игра была представлена лишь оригинальными артами Акиры Ториямы.
Переиздание для DS содержало как все бонусные материалы (включая рисованные ролики), присутствовавшие в версии для PlayStation, так и новые улучшения. Специальный раздел Extras, доступный из главного меню игры, содержит следующие улучшения:
- Theater — позволяет просматривать анимационные вставки из игры.
- Art Gallery — представляет собой галерею концепт-артов, рекламных иллюстраций и иных рисованных изображений различных персонажей и объектов из инры.
- Music Box — содержит саундтрек игры, включая в себя всё звучащее в игре музыкальное сопровождение.
- Dojo — справочник по всем атакам и специальным способностям героев игры.
- Bestiary — справочник по встречающимся в игре противникам, их характеристикам и способностям.
- Item Encyclopedia — справочник по предметам игры (лекарствам, оружию и т. п.).

Для переиздания переводчиком Томом Слэттери был выполнен новый перевод на английский язык, более корректный, хотя и тесно привязанный к старому переводу Вулси в части имён и названий. Основным нововведением в игре был режим двойного экрана — на нижний сенсорный экран были перемещены все меню. По аналогии с портами Final Fantasy III и Final Fantasy IV в игре появилась отображаемая на сенсорном экране карта мира или локации. Бег (ускоренное перемещение) для героев был включён по умолчанию (ранее для этого нужно было зажимать кнопку бега B либо сделать соответствующее изменение в опциях игры). В разработке переиздания участвовал Масато Като; под его руководством были добавлены Арена для битв с монстрами и две новых локации — Затерянное Святилище (англ. Lost Sanctum) и Мироворот (англ. Dimensional Vortex) из Chrono Cross. В одной из зон в Мировороте всё-таки используется музыкальный трек «Singing Mountain», ранее исключавшийся из всех изданий Chrono Trigger. Эти новые локации были встречены смешанными отзывами критики: GameSpot назвал их «утомляющими» и «повторяющимися», однако IGN заметил, что эти «дополнительные квесты чрезвычайно хорошо согласуются с остальной игрой». Издание для DS было номинировано на награду «IGN's 2008 Video Game Award» в номинации «Лучшая игра для Nintendo DS». К маю 2009 года по всему миру было продано свыше 900 000 копий игры для Nintendo DS.

### Мобильные устройства
В августе 2011 года только в Японии была выпущена версия игры для мобильных телефонов, поддерживающих технологию i-mode. Версия для iOS была выпущена 8 декабря 2011 года. Основой для мобильной версии игры послужило издание для Nintendo DS, однако графика и интерфейс игры были оптимизированы для мобильных устройств. В октябре 2012 года вышла версия игры для Android.

### Windows
В феврале 2018 года игра была без какой-либо предварительных объявлений или рекламы выпущена для Microsoft Windows через сеть цифровой дистрибуции Steam. Эта версия включала в себя весь контент из издания для Nintendo DS, улучшенную графику из переизданий для мобильных устройств, поддержку клавиатуры и мыши, функцию автоматического сохранения и дополнительные бонусы наподобие обоев для рабочего стола. Поначалу версия для Windows получила отрицательные отзывы прессы — она была основана на переизданиях для мобильных устройств и сохранила соответствующий, мало подходящий для персональных компьютеров интерфейс, к чему добавились новые технические проблемы и скудные настройки графики и управления; особое раздражение у игроков и обозревателей вызывали неотключаемый графический фильтр, размывающий изображение, и неподходящий шрифт в меню и диалогах. Поклонники игры пытались самостоятельно «исправить» её, создавая модификации. В последующие месяцы Square Enix выпустила ряд патчей для игры, обновив графический интерфейс и внеся ряд улучшений.

## Музыка
Музыкальное сопровождение Chrono Trigger было создано в основном композитором Ясунори Мицудой; часть музыки была написана известным по саундтрекам серии Final Fantasy композитором Нобуо Уэмацу; кроме того, один трек (Boss Batle 1) был написан совместно Уэмацу и Норико Мацуэдой. Мицуда изначально выполнял лишь обязанности звукорежиссёра; он был недоволен своей заработной платой и шантажировал руководство угрозами покинуть компанию, если ему не доверят сочинение музыки. Тогда Хиронобу Сакагути предложил Мицуде написать музыкальное сопровождение к Chrono Trigger, заметив: «Может, тогда вам можно будет поднять зарплату». Мицуда отмечал, что «хотел написать музыку, которая бы не вписывалась ни в один существующий жанр… музыку вымышленного мира. Руководитель разработки игры Масато Като был моим близким другом, так что я всегда расспрашивал его о мире и сюжете, прежде чем углубиться в сочинение музыки». По воспоминаниям Мицуды, он напряжённо работал над музыкой к игре, нередко оставаясь в студии на ночь и засыпая за работой, и многие мелодии приходили к нему во сне. Позднее в ходе работы над игрой композитор существенно пострадал от неожиданной поломки жёсткого диска, потеряв вместе с ним около сорока треков, над которыми в тот момент работал. Мицуда не смог продолжать работу над музыкой к игре после обострения язвы желудка, и недостающие десять треков написал Нобуо Уэмацу, до того не имевший к проекту отношения. Мицуда специально вышел из больницы лишь для того, чтобы посмотреть концовку игры непосредственно перед релизом и, по его словам, плакал во время последней сцены.
Ко времени выхода игры количество записанных треков и звуковых эффектов было беспрецедентным, саундтрек игры, вышедший в 1995 году, занял три CD и насчитывал 64 трека, всего же в игре звучит 83 трека. Кроме того, Square в том же году выпустила один диск под названием «The Brink of Time» с переаранжированными группой Guido в духе acid jazz мелодиями из игры. В 1999 году к выходу переиздания игры для PlayStation был выпущен ещё один альбом с оркестровой музыкой, использованной в анимационных вставках; эта музыка была также написана Ясунори Мицудой. Он написал, кроме того, ещё четыре трека, не вошедшие в саундтрек игры. Некоторые музыкальные темы из игры, включая главную тему, Frog’s Theme и To Far Away Times были переаранжированы Мицудой для участия в концертах Play! A Video Game Symphony. Мицуда был специально приглашён компанией Square Enix для контроля звукозаписи переиздания Chrono Trigger для Nintendo DS, чтобы музыкальное сопровождение в переиздании было максимально близким к оригинальному.
Саундтрек игры подвергся множеству ремиксов и переделок, породив не менее 600 отдельных треков и нескольких любительских альбомов. Наиболее известными альбомами являются Time & Space — A Tribute to Yasunori Mitsuda и Chrono Symphonic, последний из которых был выпущен сайтом OverClocked ReMix. Японские ремиксы (музыкальные «додзинси») также нередко продавались в целых компиляционных альбомах. Мелодии из саундтрека Chrono Trigger продолжают появляться в программах концертов наподобие Eminence Orchestra и Video Games Live.

## Продажи и отзывы
| Сводный рейтинг       | Сводный рейтинг                |
| Агрегатор             | Оценка                         |
| --------------------- | ------------------------------ |
| GameRankings          | 95,64 % (SNES) 91,98 % (DS)    |
| Иноязычные издания    |                                |
| Издание               | Оценка                         |
| Edge                  | 7/10                           |
| EGM                   | SNES: 9,25 / 10 NDS: A (5 / 5) |
| Eurogamer             | 10 / 10                        |
| Game Informer         | 9 / 10                         |
| GamePro               | SNES: 5 / 5 NDS: 5 / 5         |
| GameSpot              | 8,5 / 10                       |
| IGN                   | 8,8 / 10                       |
| Nintendo Power        | SNES: 4,1 / 5 NDS: 9 / 10      |
| Русскоязычные издания |                                |
| Издание               | Оценка                         |
| «АнимеГид»            | NDS: 5 / 5                     |

Продажи оригинальной версии Chrono Trigger достигали 2,36 миллионов копий в Японии и 290 000 за её пределами, причём первые два миллиона копий были проданы в течение первых двух месяцев с момента выхода игры. Переиздание игры на PlayStation в составе Final Fantasy Chronicles в течение более чем полутора месяцев возглавляло список продаж игр для данной консоли по версии NPD TRSTS PlayStation. Эта версия была позже снова переиздана в 2003 году в составе антологии Sony’s Greatest Hits. Chrono Trigger пять раз входил в составляемые IGN списки «100 лучших игр всех времён», заняв четвёртое место в списке 2002 года, шестое — в первом списке 2005, тринадцатое во втором списке 2005, восемнадцатое в списке 2007, второе в списке 2008 года. GameSpot включил Chrono Trigger в список «The Greatest Games of All Time», опубликованный в апреле 2006 года; в списке «All Time Top 100», составленном японским журналом «Famitsu» в том же году, Chrono Trigger занимал двадцать восьмое место. В 2004 году Chrono Trigger занял второе место после Final Fantasy VII в турнире игр GameFAQs. В 2008 году читатели Dengeki Online голосованием поставили Chrono Trigger на восьмое место в списке лучших игр всех времён. Юбилейный выпуск Nintendo Power, вышедший к двадцатилетию журнала, назвал Chrono Trigger пятой в числе лучших игр для Super Nintendo.
Игра Chrono Trigger получила высочайшие оценки прессы. Журнал Nintendo Power назвал её «самой значительной игрой за всю историю Square», отметив превосходство в графике, звуке и геймплее над всеми предшествующими компьютерными ролевыми играми. Chrono Trigger получала награды Electronic Gaming Monthly 1995 года в нескольких номинациях, включая номинации «Лучшая ролевая игра», «Лучшая музыка в игре на игровых картриджах» и «Лучшая игра для Super NES». Official U.S. PlayStation Magazine описал Trigger как «оригинальную и исключительно захватывающую» игру, отметив как особо впечатляющие графику, музыкальное сопровождение и сюжет. IGN отметил, что «она, может быть, и наполнена всеми вообразимыми штампами консольных RPG, но Chrono Trigger удаётся выбиваться из общего ряда» благодаря «захватывающей истории, не воспринимающей самое себя слишком всерьёз (sic)» и «одному из лучших когда-либо написанных саундтреков». Другие обозреватели (в частности, с RPGFan и RPGamer) критиковали недостаточную продолжительность игры и её относительную лёгкость в прохождении по сравнению с основными конкурентами. В целом критика высоко оценила «фантастический, но не чрезмерно запутанный сюжет» Chrono Trigger и то, что игра благодаря многочисленным концовкам представляет большой интерес для повторных прохождений.

## Связанные игры и аниме
В 1995 году были выпущены три своеобразных дополнения к Chrono Trigger; все они предназначались для скачивания в сети Satellaview и могут воспроизводиться на эмуляторах SNES. В это число вошло: отдельно изданная мини-игра с гонками на мотоциклах Chrono Trigger: Jet Bike Special, справочник по персонажам и монстрам Chrono Trigger: Character Library и собрание игровой музыки Chrono Trigger: Music Library. Содержание Character Library и Music Library было позднее включено в переиздания Chrono Trigger для PlayStation и Nintendo DS.
По мотивам игры и в рамках её рекламы студией Production I.G была создана 16-минутная OVA под названием «Nuumamonja: Time and Space Adventures», показанная впервые на фестивале V-Jump 31 июля 1996 года. Главные герои игры появлялись в OVA лишь эпизодически, а внимание было отдано придуманным для мультфильма персонажам-монстрам и их приключениям на Ярмарке Тысячелетия.

### Сиквелы
В числе игр для Satellaview в 1996 был выпущен спин-офф Chrono Trigger под названием Radical Dreamers: Nusumenai Hōseki, созданное в жанре визуальной новеллы с минимумом графики и опорой на текст. Работы по созданию игры возглавлял сценарист Chrono Trigger Масато Като, заметивший об этом, что для него Chrono Trigger остался «незаконченным делом». Radical Dreamers сюжетно слабо связана с Chrono Trigger, хотя в ней упоминаются, например, Лукка, меч Масамунэ, а собственно Яйцо времён — «хроно-триггер» — сыграло значимую роль в её сюжете. Игра не выходила официально за пределами Японии, хотя в апреле 2003 года группа переводчиков-любителей Demiforce выпустила неофициальный перевод. Square планировала включить Radical Dreamers как бонус в переиздание Chrono Trigger для PlayStation, но Като, оставшийся недовольным своей работой, запретил это включение.
В 1999 году Square Co. выпустила полноценный сиквел под названием Chrono Cross для Sony PlayStation. В команду разработчиков Chrono Cross не вошёл никто из оригинальной Dream Team. Созданием игры руководил всё тот же Масато Като, он же написал и сценарий игры. Сюжет Chrono Cross построен вокруг тематики параллельных миров (хотя в игре фигурируют и путешествия во времени). В центре событий — путешествия главного героя Сержа между его собственным миром и альтернативной реальностью, в которой он давно умер. С помощью девушки по имени Кид он пытается разгадать лежащую в разделении двух миров загадку и обрести таинственный артефакт под названием Замёрзшее Пламя. Chrono Cross довольно слабо связан с Chrono Trigger: он заимствует ряд основных тем, сюжетных ходов, персонажей и локаций из Radical Dreamers и может рассматриваться, по словам Като, как попытка «переделать Radical Dreamers должным образом». Ясунори Мицуда также переаранжировал для использования в музыкальном сопровождении Chrono Cross некоторые треки из Radical Dreamers. Таким образом, Radical Dreamers были исключены из основной последовательности игр серии Chrono и воспринимаются Chrono Cross как ещё одна «альтернативная реальность».. Продажи Chrono Cross достигли 1,5 миллионов копий по всему миру, игра получила очень высокую оценку критики.
По состоянию на начало 2009 года, Chrono Cross является последней частью сериала, Square не выпускала новых игр в серии Chrono, несмотря на сделанное Хиронобу Сакагути в 2001 году замечание, что разработчики Chrono Cross хотели бы сделать новую игру в той же серии. В том же году Square зарегистрировала торговую марку Chrono Break в США и Chrono Brake в Японии, что побудило общественность посчитать, что Square Co. разрабатывает новую часть серии под таким названием. Тем не менее, в 2003 году Square Enix прекратила действие торговой марки в США. Такаси Токита, директор оригинальной игры, упомянул «Chrono Trigger 2» в своём интервью японскому игровому ресурсу gooGame. Юдзи Хории в 2005 году подчеркнул, что не имеет намерения возвращаться к серии Chrono, тогда как Хиронобу Сакагути в апреле 2007 года подчеркнул, что его игра Blue Dragon была своего рода «расширением Chrono Trigger». Во время интервью игровому сайту Cubed³, опубликованному 1 февраля 2007 года, старший вице-президент Square Enix Хиромити Танака заявил, что, хотя на тот момент никакого сиквела в планах компании не значилось, разработчики Chrono Cross всё же могут быть снова объединены для его создания. Ясунори Мицуда выражал свои интерес в создании музыкального сопровождения для новой игры, но подчеркнул, что в серии замешано «много политики». Он подчеркнул, что в создании игры должен принимать участие Масато Като. Февральский выпуск 2008 года Game Informer поставил ожидаемый сиквел Chrono на восьмом месте среди «Десятки ожидаемых сиквелов», назвав игру «неизбывным наследием в каталогах Square Enix» и вопросив: «из-за чего же задержка, чёрт возьми?!». В июньском выпуске 2008 года журнала Electronic Gaming Monthly, посвящённом старым играм, журналист Джереми Пэриш назвал Chrono тем игровым сериалом, очередной части которого поклонники ждут больше всего.

## Неавторизованные ремейки на иных платформах
Официально Square никогда не пыталась портировать Chrono Trigger на PC, но дважды такое пытались сделать поклонники игры. Проект Chrono Resurrection был попыткой воссоздать ряд интерактивных сцен из Chrono Trigger в современной трёхмерной графике, Chrono Trigger Remake Project же был попыткой сделать полный ремейк игры с использованием современных графических технологий. Обе попытки были жёстко пресечены опасавшейся за свои авторские права Square Enix путём пересланных по почте требований о полном прекращении какой-либо деятельности. Тем не менее, на PC можно запустить оригинальную SNES-версию игры при помощи эмулятора.
В 2008 году китайской компанией Shenzhen Nanjing Technology был создан неавторизованный демейк игры для восьмибитной игровой консоли Nintendo Entertainment System, по сей день популярной в Китае. Учитывая техническое несовершенство NES по сравнению со SNES и крайне ограниченный объём игрового картриджа, демейк был существенно упрощён в плане графики, геймплея и сюжета. Лавос в игре не упоминается, главным противником героев и финальным боссом игры является Магус, после битвы в его замке игра заканчивается.

### Официальные сайты
- Официальный сайт игры (англ.) в архиве Интернета
- Официальный сайт издания Chrono Trigger для Nintendo DS (яп.)
- Официальный сайт издания Chrono Trigger для Nintendo DS (англ.)

### Компендиумы
- Chrono Center (яп.) — крупнейший японоязычный ресурс по Chrono Trigger и другим играм сериала.
- Chrono Compendium (англ.) — крупнейший англоязычный ресурс по Chrono Trigger и другим играм сериала.

### Общеигровые ресурсы
- Chrono Trigger на GameFAQs
- Chrono Trigger в каталоге ссылок Curlie (dmoz)

### Музыкальные ресурсы
- Our Millenial Fair, сайт композитора Ясунори Мицуды
- Chrono Trigger Official Soundtrack (англ.) на сайте MusicBrainz
- Chrono Trigger Original Soundtrack (англ.) на сайте MusicBrainz
- Chrono Trigger: The Brink of Time (англ.) на сайте MusicBrainz
- Chrono Trigger: Original Sound Version(discs 2, 3) (англ.) на сайте MusicBrainz